# Коберг (остров)
Коберг (англ. Coburg Island) — остров Канадского Арктического архипелага. В настоящее время остров необитаем (2012).

## География
Остров Коберг расположен на восточном входе в пролив Джонс, который отделяет остров Элсмир (на севере) от острова Девон (на юге). Остров Коберг лежит в 20 км к юго-востоку от юго-восточного побережья острова Элсмир в района мыса Теннисон (через пролив Глейшер) и в 30 км к северо-востоку от мыса Фитц-Рой острова Девон (через пролив Леди-Анн). Площадь острова составляет 344 км², длина береговой линии равна 138 км.
Остров имеет почти прямоугольную форму за исключением большого полуострова Марина на восточном побережье. Длина острова с севера на юг рана 37 км, а ширина колеблется от 6 км на севере до 22 км в районе полуострова Марина на юге.
Рельеф острова гористый, максимальная высота равна 823 метра над уровнем моря, средние высоты уменьшаются к югу. Во многих местах побережья, особенно на севере, востоке и юге, горы круто обрываются к морю, образуя утёсы высотой 100—300 метров. Ледники покрывают 225 км² (65 % территории острова), их больше на западном берегу острова Коберг.

## Животный мир и охрана природы
В прибрежных водах острова находятся две большие полыньи, которые могут оставаться свободными ото льда в течение всего года. Это полынья Леди-Анн, которая находится в одноимённом проливе на юге и Северная полынья в море Баффина на севере. Благодаря этим чистым ото льда водам на прибрежных утёсах острова гнездится множество морских птиц. 30 тысяч пар обыкновенной моевки и 160 тысяч пар толстоклювых кайр гнездится на южной оконечности острова, известной как Кембридж Пойнт (Cambridge Point), а 3 тысячи пар глупышей — на маленьком островке у побережья, известном как Принсесс Шарлотт Монумент (Princess Charlotte Monument).
В прибрежных водах и на побережье часто встречаются морские зайцы, кольчатые нерпы, моржи и белые медведи, прибрежные воды также посещают белухи и нарвалы. Для охраны морских птиц и животных создан заповедник Нирджутигаввик (Nirjutiqavvik National Wildlife Area) общей площадью 1650 км², из которых 1283 км² составляют прибрежные воды острова.